# Vence
Pour les articles homonymes, voir Vence (homonymie).
Vence est une commune française située dans le département des Alpes-Maritimes en région Provence-Alpes-Côte d'Azur. Ses habitants sont appelés les Vençois.

## Géographie

### Localisation
Situé à environ 20 km de Nice, entre mer et montagnes, surplombée par le col de Vence, Vence fait partie de ce que l'on appelle le moyen pays.

### Communes limitrophes
| Courmes Coursegoules | Bézaudun-les-Alpes                    | Saint-Jeannet          |
| Tourrettes-sur-Loup  | Vence                                 | La Gaude Saint-Jeannet |
| Tourrettes-sur-Loup  | La Colle-sur-Loup Saint-Paul-de-Vence | Cagnes-sur-Mer         |

### Géologie et relief
Vence offre un relief assez irrégulier lorsque l'on passe des petites collines des Baous à des pentes raides.
Ces montagnes calcaires, les « baous », donnent à la région un relief très accidenté.

### Sismicité
Commune située dans une zone de sismicité moyenne.

### Hydrographie et les eaux souterraines
Cours d'eau sur la commune ou à son aval :
- Plusieurs petits cours d'eau traversent la commune de Vence : 
  - fleuve la Cagne (qui se jette dans la Méditerranée),
  - ruisseau la Lubiane, (affluent de la Cagne), la Cagnette,
  - vallon du Clarel,
  - le Malvan, le Claret, la Billoire, le Suveran, le Riou...
  - La Foux est une petite rivière qui fait partie de l'hydrographie de Vence une station de pompages des eaux y est aussi installée et cette eau se retrouve aux robinets des habitants et des fontaines.

### Climat
Pour des articles plus généraux, voir Climat de Provence-Alpes-Côte d'Azur et Climat des Alpes-Maritimes.
En 2010, le climat de la commune est de type climat méditerranéen franc, selon une étude du Centre national de la recherche scientifique s'appuyant sur une série de données couvrant la période 1971-2000. En 2020, Météo-France publie une typologie des climats de la France métropolitaine dans laquelle la commune est exposée à un climat méditerranéen et est dans la région climatique  Var, Alpes-Maritimes, caractérisée par une pluviométrie abondante en automne et en hiver (250 à 300 mm en automne), un très bon ensoleillement en été (fraction d’insolation > 75 %), un hiver doux (8 °C) et peu de brouillards.
Pour la période 1971-2000, la température annuelle moyenne est de 14,4 °C, avec une amplitude thermique annuelle de 15,4 °C. Le cumul annuel moyen de précipitations est de 994 mm, avec 6,6 jours de précipitations en janvier et 2,6 jours en juillet. Pour la période 1991-2020, la température moyenne annuelle observée sur la station météorologique de Météo-France la plus proche, « Valbonne-Sophia », sur la commune de Valbonne à 12 km à vol d'oiseau, est de 15,9 °C et le cumul annuel moyen de précipitations est de 920,3 mm. 
La température maximale relevée sur cette station est de 38 °C, atteinte le 24 août 2023 ; la température minimale est de −3,3 °C, atteinte le 11 février 2012,,.
Les paramètres climatiques de la commune ont été estimés pour le milieu du siècle (2041-2070) selon différents scénarios d'émission de gaz à effet de serre à partir des nouvelles projections climatiques de référence DRIAS-2020. Ils sont consultables sur un site dédié publié par Météo-France en novembre 2022.

### Voies de communications et transports

#### Réseau routier
Commune accessible par la D36-M36, depuis Cagnes-sur-Mer, située à 10 km.

#### Réseau ferroviaire
En 1881, Nice obtient l'ajout d'une liaison reliant Nice à Grasse par Vence à la Ligne Central-Var. Exploitée à partir de 1892 par la Compagnie des chemins de fer du Sud de la France, puis par les Chemins de fer de Provence. La liaison disparaitra en 1944 avec la destruction du Viaduc du Pont-du-Loup par les Allemands durant la Seconde Guerre mondiale.
Il n'existe plus aujourd'hui de Voie ferrée à Vence, celle-ci ayant été requalifiée en route.

#### Transports en commun
De 1911 à 1932, Vence était reliée à Cagnes sur Mer par les Tramways des Alpes-Maritimes.
Aujourd'hui, la ville est desservie par les lignes de bus 9, 46, 47, 400 et 510 des Lignes d'Azur et dispose d'une station d'autopartage Auto Bleue.

### Ufologie
Depuis les années 1970, plusieurs Phénomènes aérospatiaux non-identifiés (dont un certain nombre étudiés par le GEIPAN) ont été observés à Vence. Notamment, des bateaux volants lumineux (le 9 octobre 2016)  ,; ou encore des points lumineux en forme de triangle (le 5 mars 1994) ,.

## Urbanisme
La commune est intégrée dans le plan local d'urbanisme métropolitain approuvé le 25 octobre 2019.

### Typologie
Au 1er janvier 2024, Vence est catégorisée centre urbain intermédiaire, selon la nouvelle grille communale de densité à 7 niveaux définie par l'Insee en 2022.
Elle appartient à l'unité urbaine de Nice, une agglomération intra-départementale dont elle est une commune de la banlieue,. Par ailleurs la commune fait partie de l'aire d'attraction de Nice, dont elle est une commune de la couronne,. Cette aire, qui regroupe 100 communes, est catégorisée dans les aires de 200 000 à moins de 700 000 habitants,.

### Occupation des sols
L'occupation des sols de la commune, telle qu'elle ressort de la base de données européenne d’occupation biophysique des sols Corine Land Cover (CLC), est marquée par l'importance des forêts et milieux semi-naturels (72,7 % en 2018), en diminution par rapport à 1990 (73,8 %). La répartition détaillée en 2018 est la suivante : 
milieux à végétation arbustive et/ou herbacée (32,6 %), forêts (29 %), zones urbanisées (26,6 %), espaces ouverts, sans ou avec peu de végétation (11 %), zones agricoles hétérogènes (0,8 %).
L'évolution de l’occupation des sols de la commune et de ses infrastructures peut être observée sur les différentes représentations cartographiques du territoire : la carte de Cassini (XVIIIe siècle), la carte d'état-major (1820-1866) et les cartes ou photos aériennes de l'IGN pour la période actuelle (1950 à aujourd'hui).

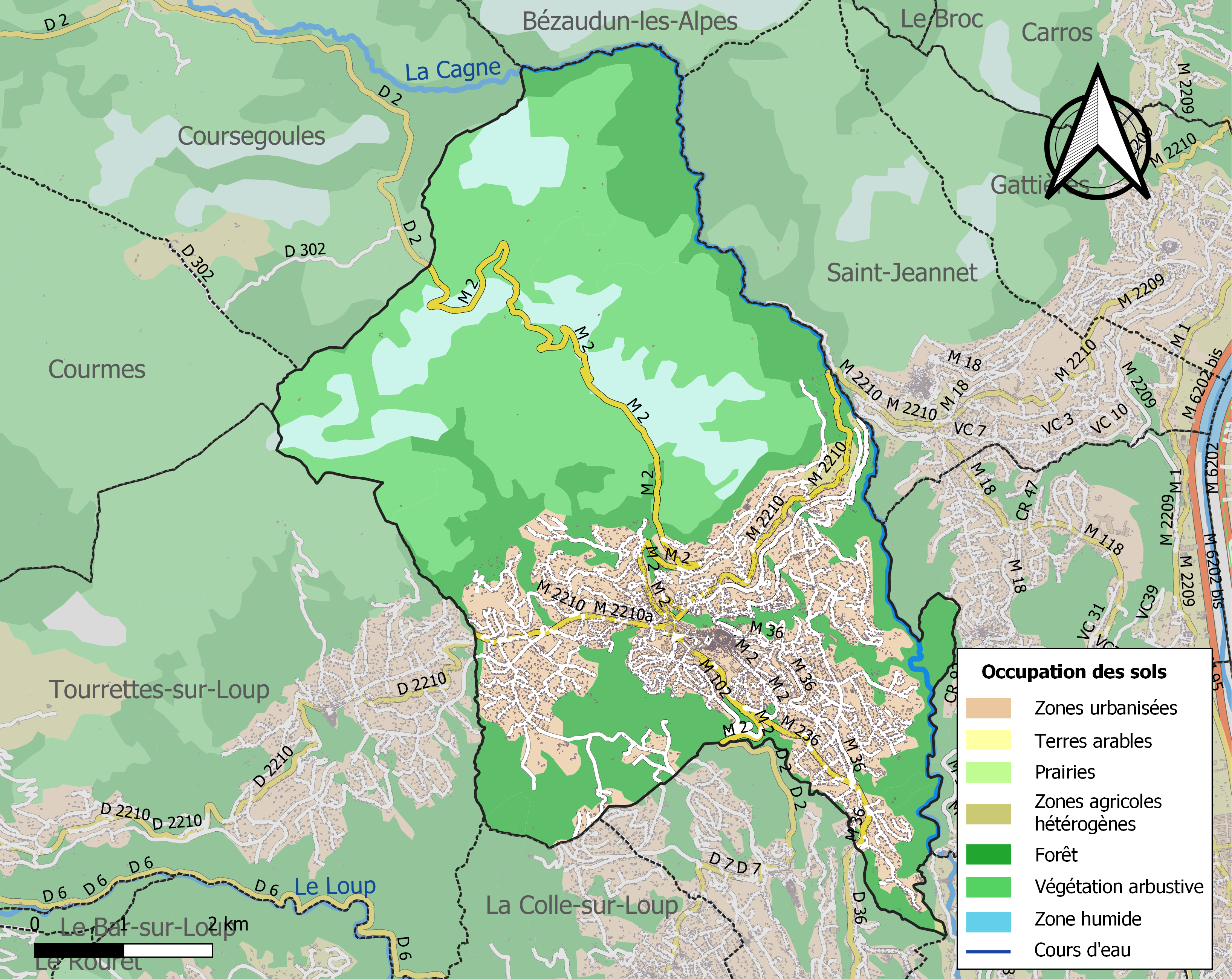
Carte de l'occupation des sols de la commune en 2018 (CLC).

## Toponymie
Attestée sous les formes Ouintion au IIe siècle, Civitas Vintiensium vers 400, De Ventio en 585.
En provençal : Vença selon la norme classique ou Vènço selon la norme mistralienne.

## Histoire
Le territoire de la commune de Vence a livré des indices d'occupation remontant aux époques les plus anciennes. Certaines grottes des baous semblent avoir été occupées au Paléolithique  et au Néolithique. Certaines d'entre elles semblent avoir servi de bergerie ou d'abris de bergers durant l'âge du bronze et l'âge du fer. Elles sont aussi fréquentées durant l'Antiquité, le Moyen Âge et l'époque moderne.
On note l'existence d'habitats fortifiés (oppidums) sur certaines hauteurs. Le plus grand nombre est occupé à la fin de l'âge du fer, les fouilles sur le site du Baou des Noirs ont cependant livré des traces d'occupation remontant à la fin de l'âge du bronze et au premier âge du fer. Le Baou des Blancs semble fondé à la fin de l'âge du fer, mais fait l'objet d'une réoccupation importante durant l'Antiquité tardive.
Avant la conquête des Alpes par Auguste et la création de la province des Alpes maritimes dans le dernier quart du Ier siècle av. J.-C., le territoire de Vence est sous le contrôle de la tribu des Nerusii dont le nom apparaît sur le Trophée des Alpes avec celui des autres tribus locales vaincues par Auguste.
À partir de l'ère chrétienne, Vence est fondée et devient chef-lieu de cité. Les restes antiques de la cité de Vence sont très mal connus à l'exception des bornes milliaires délimitant la voie romaine via Ventiana, et des inscriptions majoritairement mises au jour dans le sous-sol du centre-ville et actuellement intégrées à la maçonnerie de la cathédrale de Vence datant des XIe et XIIe siècles dans sa forme actuelle.
Fondée par les Ligures, puis cité romaine de Vintium, elle vit croître sa puissance avec le christianisme et devint une importante ville épiscopale à partir du IVe siècle.
Au Ve siècle, Vence possède un évêché sous le règne de l'empereur Constance III. Le premier évêque de Vence dont l'existence est avérée est Severus (419-442.
D'après la tradition locale fondée sur des sources ecclésiastiques, la cathédrale aurait été édifiée à l'emplacement du temple de Mars Vintius dont l'existence est attestée par une inscription.
Selon la tradition, en 973, à la suite de sa victoire contre les Sarrasins à la bataille de Tourtour, Guillaume Ier de Provence crée l'un de ses capitaines, Léotger Ruffi ou Laugier, qui épouse par la suite, fille Odile, une proche du comte. À cette époque, la commanderie templière de Saint Martin est fondée, sur le territoire de la commune sur le Baou des Blancs.
Par le jeu du partage de l'empire de Charlemagne, Vence et la Provence sont rattachées au Saint-Empire romain germanique.
En 1191, l'empereur Henri VI accorde à la république de Gênes la ville et le territoire de Monaco, ce qui conduira à la rébellion contre les comtes de Provence dans la ville de Nice. Le 6 juillet 1215, le parti des aristocrates niçois prend le contrôle de Nice et proclame l'indépendance de la ville par rapport au comte de Provence. En 1228, inquiète de la nouvelle influence acquise par Raimond-Bérenger V de par son mariage avec Béatrice de Savoie, la ville de Nice conclut une alliance avec les villes de Grasse et de Draguignan et signe une convention avec la république de Pise.
En réaction, Raimond-Bérenger envoie son armée commandée par Romée de Villeneuve, viguier et baile de Provence. Il soumet Nice en 1229 et Vence en 1230. En 1231, il fera construire les remparts de Vence.
La seigneurie de Vence est alors donnée par le comte de Provence à Romée de Villeneuve qui lui en rend hommage le 7 février 1230.
La famille de Villeneuve-Vence et les évêques furent coseigneurs de Vence jusqu'à la Révolution française.
Durant les guerres d'Italie, la cité ainsi qu'une grande partie de la Provence passera sous la domination des troupes de Charles Quint. Une légende populaire rapporte qu'en 1538, présent dans la région pour la signature de la paix de Nice, François Ier visite Vence et offre à ses habitants un frêne, encore visible de nos jours sur la place du même nom [réf. nécessaire].
Parmi ses nombreux évêques, il y eut un pape, Paul III, deux académiciens, Godeau et Surian et trois saints, Prosper, Véran et Lambert. La Révolution chassa le dernier évêque, Mgr Pisani, qui refusa de prêter serment sur la Constitution, et supprima l'évêché.
Henri Matisse s'installe à Vence, villa « Mon Rêve » en 1943, il y conçoit tout l'intérieur de la chapelle du Rosaire de Vence dite aussi « chapelle Matisse », et c'est l'artiste Jean Vincent de Crozals qui lui sert de modèle pour les dessins du Christ.

### Depuis 1945
En juin 1976, elle est classée quatrième dans la liste des plus belles communes d'Europe publiée par le magazine National Geographic. Vence est membre de l’Association Française du Conseil des Communes et Régions d'Europe (AFCCRE).

## Politique et administration

### Liste des maires
En 2010, la commune de Vence a été récompensée par le label « Ville Internet @@@ ».

### Jumelages
- Lahnstein, Allemagne
- Ouahigouya, Burkina Faso
- Stamford, Royaume-Uni

### Politique environnementale
Vence dispose de deux stations d'épuration :
- Vence-Nord Vosgelade, d'une capacité de 12 000 équivalent-habitants[47],
- Sud Malvan d'une capacité de 10 000 équivalent-habitants[48].

## Population et société

### Démographie
L'évolution du nombre d'habitants est connue à travers les recensements de la population effectués dans la commune depuis 1793. Pour les communes de plus de 10 000 habitants les recensements ont lieu chaque année à la suite d'une enquête par sondage auprès d'un échantillon d'adresses représentant 8 % de leurs logements, contrairement aux autres communes qui ont un recensement réel tous les cinq ans,.

En 2022, la commune comptait 19 856 habitants, en évolution de +6,76 % par rapport à 2016 (Alpes-Maritimes : +2,85 %, France hors Mayotte : +2,11 %).
| 1793  | 1800  | 1806  | 1821  | 1831  | 1836  | 1841  | 1846  | 1851  |
| ----- | ----- | ----- | ----- | ----- | ----- | ----- | ----- | ----- |
| 2 615 | 2 657 | 3 020 | 3 045 | 3 612 | 3 156 | 3 165 | 3 101 | 2 974 |

| 1856  | 1861  | 1866  | 1872  | 1876  | 1881  | 1886  | 1891  | 1896  |
| ----- | ----- | ----- | ----- | ----- | ----- | ----- | ----- | ----- |
| 2 733 | 2 710 | 2 755 | 2 828 | 2 770 | 2 761 | 2 903 | 3 103 | 3 043 |

| 1901  | 1906  | 1911  | 1921  | 1926  | 1931  | 1936  | 1946  | 1954  |
| ----- | ----- | ----- | ----- | ----- | ----- | ----- | ----- | ----- |
| 3 124 | 3 208 | 3 498 | 3 090 | 4 192 | 4 876 | 5 495 | 5 685 | 6 278 |

| 1962  | 1968  | 1975   | 1982   | 1990   | 1999   | 2006   | 2011   | 2016   |
| ----- | ----- | ------ | ------ | ------ | ------ | ------ | ------ | ------ |
| 7 874 | 9 420 | 11 385 | 13 119 | 15 330 | 16 982 | 18 931 | 19 160 | 18 599 |

| 2021   | 2022   | - | - | - | - | - | - | - |
| ------ | ------ | - | - | - | - | - | - | - |
| 19 415 | 19 856 | - | - | - | - | - | - | - |

### Enseignement
- Écoles maternelles 
  - École maternelle du Suve
  - École maternelle du Centre
  - École maternelle Lei Bigaradie
  - École maternelle Signadour
  - École maternelle de l'Ouest (maternelle des Baous)
- Écoles élémentaires 
  - École élémentaire St-Michel
  - École élémentaire Toreille
  - École élémentaire du Suve
  - École élémentaire Marc Chagall
  - École élémentaire Célestin Freinet (école publique à statut spécifique)
- Collège
  - Collège de La Sine
- Lycée
  - Lycée Henri Matisse.

### Manifestations culturelles et festivités
- Week-end de Pâques, avec le dimanche danse folklorique et le lundi bataille de fleurs.
- La Fête des Fontaines.
- Fête de la Sainte-Élisabeth.
- Fête de la Musique traditionnelle appelée aussi fête de la Conque, depuis 1980, le 1er samedi de juillet au parc de la Conque organisée pas l'association Lo Cepon.
- Nuits du Sud, festival de musiques du monde qui se tient fin juillet début août place du Grand-Jardin.
- Depuis 1971, le groupe folklorique La Brissaudo maintient la culture et les traditions vençoises.
- Médiathèque.

### Santé
Professionnels et établissements de santé :
- Médecins,
- Pharmacies,
- Hôpitaux de Vence, Saint-Jeannet.
- EHPAD

### Sport
- Vence est ville départ de la 1ère étape du Tour du Haut-Var 2019.
- Piscine municipale Jean Maret[53]
- Course cycliste annuelle : Grand Prix de la ville de Vence "Souvenir Joseph Alech"[54]
- Ascension du Col de Vence[55]

### Cultes
- Culte catholique, Paroisse Saint-Véran Saint-Lambert[56], Diocèse de Nice.

## Économie

### Entreprises et commerces

#### Agriculture
- Les marchés hebdomadaires[57].

#### Tourisme
Il y a à Vence, dans la Cité historique et ses abords, de nombreuses galeries d'art (plus de 35) ainsi que deux musées.
Hôtel de voyageurs (ancien) et parc de la Conque, maison de retraite.

### Revenus de la population et fiscalité

#### Budget et fiscalité 2019
En 2019, le budget de la commune était constitué ainsi :
- total des produits de fonctionnement : 22 153 000 €, soit 1 170 € par habitant ;
- total des charges de fonctionnement : 20 283 000 €, soit 1 072 € par habitant ;
- total des ressources d'investissement : 7 407 000 €, soit 391 € par habitant ;
- total des emplois d'investissement : 8 165 000 €, soit 431 € par habitant ;
- endettement : 18 606 000 €, soit 983 € par habitant.

Avec les taux de fiscalité suivants :
- taxe d'habitation : 17,40 % ;
- taxe foncière sur les propriétés bâties : 14,61 % ;
- taxe foncière sur les propriétés non bâties : 12,01 % ;
- taxe additionnelle à la taxe foncière sur les propriétés non bâties : 0,00 % ;
- cotisation foncière des entreprises : 0,00 %.

Chiffres clés Revenus et pauvreté des ménages en 2017 : médiane en 2017 du revenu disponible, par unité de consommation : 22 820 €.

## Culture locale et patrimoine

### Lieux et monuments
- École Freinet[61],[62].
- La place du Grand-Jardin, lieu du marché.
- Les Remparts de la cité historique, bourg médiéval[63].
- Le château de Villeneuve (Fondation Émile-Hugues)[64],[65].
- L'ex-galerie Beaubourg de Pierre et Marianne Nahon - Château Notre-Dame-des-Fleurs[66],[67].
- La place Clemenceau dans le centre historique.
- La place du Peyra, ancien forum au Moyen Âge et sa fontaine.
- Le frêne planté en 1538, offert par François Ier.
- Les Colonnes romaines ou colonnes des Marseillais[68], Place du Grand-Jardin, Place Godeau.
- Commanderie de Saint-Martin (Château St-Martin)[69].
- Les Fontaines de la Foux[70], 25 en tout[71],[72],[73].
- Monument aux morts[74].
- Fondation Karolyi.

### Édifices religieux
- Cathédrale de la Nativité-de-Notre-Dame, XIIe siècle[75] et son orgue de tribune[76],[77].
- Chapelle des Pénitents Blancs, 40 avenue Henri Isnard [78], avenue [79], construite en 1614, Issue de la confrérie de la miséricorde 1523, la confrérie des pénitents blancs[80] est fondée en 1567 sous le patronage de Saint Bernardin (devenu lieu d'exposition).
- Chapelle Notre-Dame des Missions, avenue des Alliés (moderne)[81].
- Chapelle Sainte-Anne, chemin du Baric placée sous le vocable de Notre Dame des Douleurs, consacrée en 1617.
- Chapelle rurale Saint-Raphaël, ruines de la première chapelle, chemin des Plantiers construite au XIVe siècle (rénovée en 1988). Centre religieux de l’ancienne commune des Malvan rattachée à Vence en 1792.
- Chapelle rurale Saint-Lambert, chemin de Vosgelade construite en 1881
- Chapelle rurale Sainte-Colombe, chemin de Sainte-Colombe construite durant le Haut Moyen Âge.
- Chapelle rurale Sainte-Élisabeth[82], ancien chemin de Saint-Paul XIVe siècle[83].
- Chapelle Sainte-Bernadette, 14 rue Saint-Michel à la maison de retraite La Vençoise.
- Chapelles du calvaire, six chapelles le long du chemin du grand Calvaire[84].
- Chapelle du Rosaire de Vence, dite « Chapelle Matisse »[85], avenue Matisse[86]. La première pierre de la chapelle fut posée, le 11 décembre 1949[87]. L’inauguration et la consécration à Notre Dame du Rosaire, eurent lieu le 25 juin 1951.
- Chapelle Sainte-Croix, devenue propriété privée.
- Chapelle Saint-Pons, avenue du colonel Meyere, face à la médiathèque devenue propriété privée.
- Chapelle Saint-Crépin, avenue des Alliés.
- Chapelle Notre-Dame de Bon Voyage, 521 chemin des Anciens Combattants[88].
- Chapelle Saint-Martin, domaine Saint-Martin, 2197 avenue des Templiers.
- Chapelle des Crottons devenue Notre Dame des Fleurs, au château Notre-Dame des Fleurs, allées des Cerisiers.
- Chapelle des Pénitents Noirs, a été démolie en 1911 pour laisser passer le tramway, qui lui aussi a disparu.
- Chapelle Saint-Pancrace ou Saint Michel (détruite en 1926). Offerte par les seigneurs de Villeneuve.
- Chapelle Saint-Laurent au château Baou des Blancs (ruines).
- Chapelle Saint-Pierre rue Henri Isnard, détruite dans les années 1950.
- Chapelle Bérény[89].
- Temple protestant et anglicane Saint Hugh's [90] 21 rue de la Résistance.
- Les statues du Calvaire de Vence : Bois polychrome des XVIIe et XVIIIe siècles[91].

### Héraldique
| Blason d'Aspremont | D'azur à une tour crènelée de cinq pièces d'argent, maçonnées de sable. |

## Personnalités liées à la commune

### Religieuses
- Saint Véran (480), moine de Saint Honorat de Lérins, évêque de Vence.
- Saint Lambert de Vence (1084-1154), moine de Saint-Honorat de Lérins, évêque de Vence.
- Alexandre Farnèse (1468-1534), évêque de Vence, devenu pape sous le nom de Paul III.
- Antoine Godeau (1605-1672), avocat, évêque de Vence, académicien.
- Germain Allart (1610-1685), évêque de Vence.
- Jean-Baptiste Surian (1670-1754), évêque de Vence, académicien.
- Sœur Jacques-Marie (Monique Bourgeois) (1921-2005), religieuse, elle est enterrée au cimetière de Vence.

### Littéraires

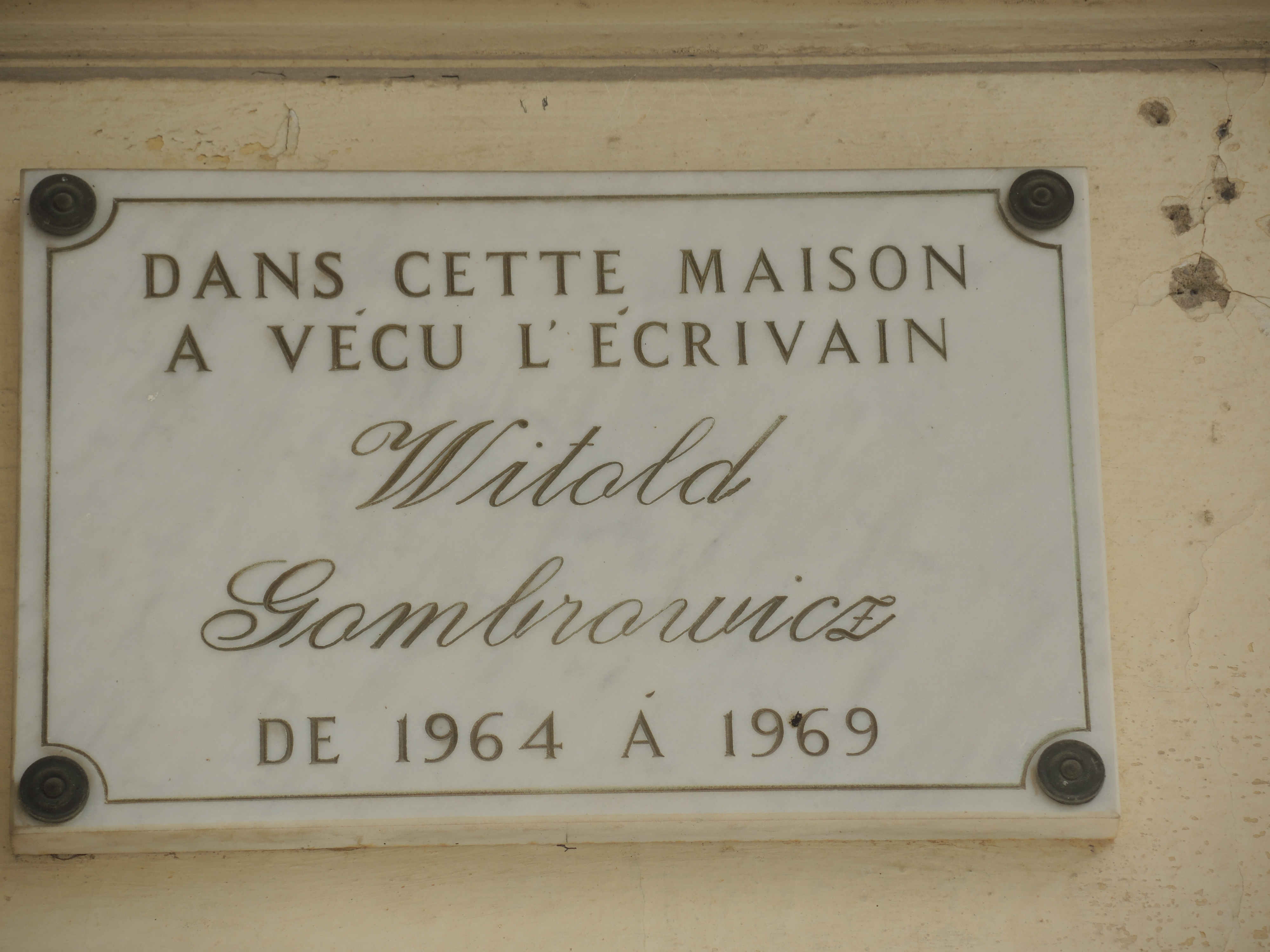
Plaque sur la maison de Gombrowicz.

- Antony Mars (1860-1915), auteur dramatique, y est né.
- René Schickele (1883-1940), écrivain.
- D. H. Lawrence (1885-1930), écrivain.
- Albert Paraz (1899-1957), écrivain, enterré au cimetière de Vence.
- Henri Calet (1904–1956), écrivain, enterré au cimetière de Vence.
- Witold Gombrowicz (1904-1969), écrivain, il a vécu à Vence de 1964 à 1969 ; il est enterré au cimetière de Vence.
- Alexandre Marc (1904-2000), écrivain.
- Émile Delavenay (1905–2003), angliciste et spécialiste de D. H. Lawrence, mort à Vence.
- Marie-Agnès Courouble (1930- ), écrivaine.

### Artistiques
- Célestine Galli-Marié (1840-1905), cantatrice
- Henri Matisse (1869-1954), artiste
- Raoul Dufy (1877-1953), artiste
- Jacques Raverat (1885-1925), artiste
- Ida Rubinstein (1885-1960), danseuse de ballet
- Marc Chagall (1887-1985), artiste
- André-François Breuillaud (1898-1994), peintre, né à Lizy-sur-Ourcq le 13 juillet 1898, mort à Vence le 27 juin 1994.
- Jean Dubuffet (1901-1985), artiste
- Fernand Moutet (1913-1993), poète provençal, musicien, artiste... mais également enseignant pendant de nombreuses années à Vence.
- Jean-Philippe Dallaire (1916-1965), peintre canadien, né à Hull au Québec et mort à Vence le 27 novembre 1965.
- Louiguy (1916-1991), compositeur
- Maurice Boitel (1919-2007), artiste
- Georges Castellan (1920-2014). Historien, chevalier de l'ordre national du Mérite, professeur de l'université Paris III, enseignant à l'Inalco (Langues'O), docteur honoris causa de l'université de Poznan et de l'université Humboldt de Berlin[93].
- Claude Rolland (1921-1993), pianiste
- Jean Vincent de Crozals (1922-2009), sculpteur et peintre
- Arman (1928-2005), artiste, il avait son atelier à Vence.
- Jacques Morali (1947-1991), auteur et compositeur de disco (Village People, YMCA), a vécu à Vence et Saint-Paul-de-Vence, il est enterré au cimetière de Vence.
- Émilie Sattonnet du duo Madame Monsieur a grandi à Vence[94].

### Pédagogues
- Célestin Freinet (1896-1966), mort à Vence, et Élise Freinet (1898-1983) ont créé sur la colline du Pioulier une école expérimentale en 1935, à la suite d'un conflit violent avec la mairie de Saint-Paul-de-Vence où Freinet enseigna de 1928 à 1932. L'École Freinet fut fermée pendant la guerre, après l'internement de Freinet en mars 1940. Après la guerre, Freinet et Élise Freinet ouvrirent à nouveau leur école. Mondialement connue, cette école fut rachetée par l'État à la suite d'un accord entre Madeleine Freinet et Lionel Jospin (ministre de l'Éducation nationale). Cette école publique à statut expérimental accueille 66 élèves de la maternelle au CM2. L'Institut Freinet de Vence, en lien avec des laboratoires universitaires, a pour mission la sauvegarde de la pédagogie spécifique de cette école.

### Politiques
- Ours de Villeneuve-Vence (1759-1819), marquis de Vence, né à Vence, maréchal de camp et pair de France sous la Restauration.
- Mihály Károlyi (1875-1955), homme politique hongrois.
- Émile Hugues (1901-1966), maire de Vence ; député des Alpes Maritimes (1945-1958), sénateur, plusieurs fois secrétaire d'État ; ministre de la Justice du gouvernement Pierre Mendès-France (juin-septembre 1954).

### Les 10Justes parmi les nationsde Vence[95]
- Joseph Fisera,
- Eugène Francone,
- Marguerite Francone,
- Émile Hugues,
- Lucie Laffitte Hugues,
- Adrienne Michel,
- Joseph Ordan,
- Antoinette Picco,
- Delphon Picco,
- Duska Milewski[96].

### Autres
- Yvon Lambert (1946), galeriste et marchand d'art contemporain.
- Joseph Alech (1919-1980), coureur cycliste (le Grand Prix de la Ville de Vence lui est dédié)[54].